# Yuscarán (gmina)
Yuscarán – gmina (municipio) w południowym Hondurasie, w departamencie El Paraíso. W 2010 roku zamieszkana była przez ok. 16 tys. mieszkańców. Siedzibą administracyjną jest miejscowość Yuscarán.

## Położenie
Gmina położona jest w środkowo-zachodniej części departamentu. Graniczy z gminami:
- Morocelí i Potrerillos od północy,
- Alauca i Oropolí od południa,
- Jacaleapa i San Matías od wschodu,
- Guinope i San Antonio de Oriente od zachodu.

## Miejscowości
Według Narodowego Instytutu Statystycznego Hondurasu na terenie gminy położone były następujące miasteczka i wsie:

- Yuscarán
- El Barro
- El Cordoncillo
- El Chaguite de Oriente
- El Chaguite Sur
- El Ocotal
- El Pericón
- El Rancho del Obispo
- El Robledal
- El Rodeo
- El Teñidero
- El Zarzal
- La Ciénega
- La Insula
- Las Crucitas
- Los Laínez
- Ojo de Agua
- Sabana Redonda